# Marcel Buysse
Marcel Buysse (Wontergem, Deinze, Flandes Oriental, 11 de novembre de 1889 - Gant, 3 d'octubre de 1939) fou un ciclista belga, nascut en el si d'una família de ciclistes: els seus germans Lucien, Cyriel i Jules, els seus fills Albert i Norbert i el seu nebot Marcel.
Fou professional entre 1909 i 1926, i va obtenir una quinzena de victòries, entre elles sis etapes al Tour de França, totes elles en l'edició de 1913, una al Giro d'Itàlia i el Tour de Flandes de 1914.

## Palmarès
- 1910
  - 1r del Premi de Moorslede
- 1913
  - 1r de la 3a etapa de la Volta a Bèlgica
  - Vencedor de 6 etapes al Tour de França
- 1914
  - 1r del Tour de Flandes
  - Vencedor de la 1a etapa de la Volta a Bèlgica
- 1920
  - 1r dels Sis dies de Brussel·les (amb Alfons Spiessens)
  - Vencedor d'una etapa al Giro d'Itàlia
- 1921
  - 1r de l'Arlon-Oostende
  - 1r de la París-Dinant
- 1922
  - 1r dels Sis dies de Gant (amb Oscar Egg)
- 1924
  - 1r dels Sis dies de Nova York (amb Maurice Brocco)

### Resultats al Tour de França
- 1912. 4t de la classificació general
- 1913. 3r de la classificació general, vencedor en sis etapes i líder de la cursa durant dos dies
- 1914. Abandona (9a etapa)
- 1919. Abandona (2a etapa)

### Resultats al Giro d'Itàlia
- 1919. 3r de la classificació general
- 1920. 6è de la classificació general
- 1921. 4t de la classificació general